# Claquete (programa de televisão)
Claquete foi um programa de televisão exibido pela Rede Bandeirantes, apresentado por Otávio Mesquita. Estreou no dia 11 de julho de 2011 Foi o sucessor do extinto A Noite é uma Criança. Era exibido de segunda a sexta após o Jornal da Noite e reprisado aos sábados à tarde, às 14h30, 15h ou 15h30.

## O Programa
A atração foi uma espécie de revista eletrônica, que misturava colunismo social, bastidores e outros assuntos. O programa também mostrava os bastidores do cinema, teatro, música, televisão, games e informática.
O programa também recebeu fortes investimentos da emissora. A equipe do programa foi reforçada e as matérias internacionais foram aumentadas.

## Fim do programa
A última edição do programa foi ao ar no dia 29 de novembro de 2013 e não voltou à programação da emissora, devido à rescisão do contrato de Otávio Mesquita com a Band, após a grade da emissora sofrer uma reformulação.